# Everett (Pennsylvania)
Everett  è una borough degli Stati Uniti d'America, nella contea di Bedford nello Stato della Pennsylvania. Secondo il censimento del 2000 la popolazione è di 1.905 abitanti.

## Società

### Evoluzione demografica
La composizione etnica vede una prevalenza della razza bianca (98,43%) seguita da quella afroamericana (0,52%), dati del 2000.
| borough di Everett Popolazione |       |
| 2000                           | 1.905 |
| Stima al 2009                  | 1.836 |